# Pierre-Dominique Bazaine

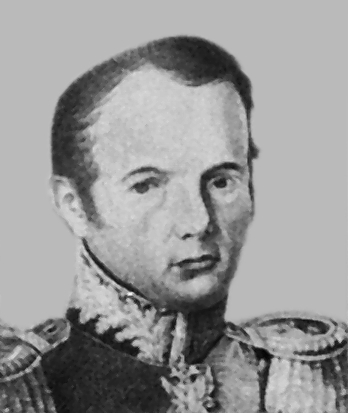
Pierre-Dominique Bazaine

Pierre-Dominique Bazaine (russisch Пьер-Доминик Базен); (* 13. Januar 1786 in Scy-Chazelles; † 29. September 1838 in Paris) war ein französischer Militäringenieur, Mathematiker, Physiker und Hochschullehrer.

## Leben
Bazaine besuchte in Paris die École polytechnique mit Abschluss 1803 und studierte dann an der École nationale des ponts et chaussées. Darauf begann er als Ingenieur in Italien und Südfrankreich zu arbeiten. 1808–1810 war er Mitglied einer Pariser Freimaurerloge. Als Alexander I. plante, in St. Petersburg ein Institut für Verkehrsingenieurwesen zu errichten, empfahl ihm Napoleon I. die Ingenieure Bazaine, Alexandre Fabre, Maurice Destrem und Charles Michel Potier. Darauf wurden die vier Ingenieure nach St. Petersburg eingeladen.
Bazaine hatte in Frankreich mit Marie-Madeleine Josèphe (genannt Mélanie) Vasseur  eine Tochter Melanie (1808–1852), die den Physiker Émile Clapeyron heiratete, und zwei Söhne, den Ingenieur und Direktor der Eisenbahn des Elsass Pierre-Dominique (Adolphe) Bazaine und den Marschall von Frankreich François-Achille Bazaine.
Im Juli 1810 trat Bazaine in den russischen Dienst und wurde Podpolkownik im Verkehrsingenieurkorps. Sogleich wurde er Mitglied einer St. Petersburger Freimaurerloge. Zusammen mit Destrem wurde er zum Chersoner Gouverneur Armand Emmanuel du Plessis geschickt, um ein Projekt für den Bau eines Hafens in Jewpatorija durchzuführen und wasserbautechnische Anlagen im Hafen von Odessa zu bauen.
Bei Beginn des Französisch-Russischen Krieges 1812 wurden die vier französischen Ingenieure nach Jaroslawl, Poschechonje und schließlich Irkutsk verbannt. Bazaine verbrachte dort mehr als zwei Jahre und schrieb seine Abhandlung über Differentialrechnung und eine Reihe von Arbeiten über Planimetrie.
Nach Ende des Krieges 1815 kehrten die vier Ingenieure nach St. Petersburg zurück. Bazaine im Polkownik-Rang führte den Lehrstuhl für Höhere Analysis und Theoretische Mechanik des Instituts des Verkehrsingenieurkorps.
Bazaine heiratete die Emigrantentochter Sonovert-Ostrowski und bekam die Tochter Mathilde Elisabeth Pauline Bazaine (1819–1899), die Pépin Lehalleur heiratete.
1820 wurde Bazaine Generalmajor und 1823 Generalinspekteur und Mitglied des Verkehrsrats. Im Januar 1824 wurde er als Nachfolger von Agustín de Betancourt Direktor des Instituts des Verkehrsingenieurkorps und Vorsitzender des Komitees für Bauten und Wasserbauarbeiten in St. Petersburg. Er war für viele Brücken in St. Petersburg einschließlich der leichten Brücke im Sommergarten verantwortlich. 1828 wurde er nach Frankreich geschickt und bei seiner Rückkehr 1830 zum Generalleutnant befördert. Zu seinen vielen Arbeiten gehörte auch der Obwodny-Kanal. Bazaine begutachtete die an die Regierung gerichteten Vorschläge für neue technische Projekte, darunter auch das U-Boot-Projekt Kasimir Gawrilowitsch Tschernowskis und ein Mémoire über „unbrennbare“ hölzerne Decken für den Winterpalast.
Aus Gesundheitsgründen gab Bazaine 1834 die Direktion des Instituts des Verkehrsingenieurkorps auf. Sein Nachfolger wurde Charles Michel Potier. Bazaine wurde in das Militäringenieurkorps übernommen, wo er zur Begleitung des Großfürsten Michael Pawlowitsch gehörte. Allerdings zwangen ihn schließlich seine Herzprobleme, Russland zu verlassen. Mit seiner Frau kehrte er nach Frankreich zurück, wo beide begeisterte Anhänger von Charles Fourier wurden. Bazaine wurde auf dem Pariser Cimetière de Montmartre begraben.

## Mitgliedschaften
- St. Petersburger Akademie der Wissenschaften (Korrespondierendes Mitglied 1817, Ehrenmitglied 1827)[9]
- Accademia delle Scienze di Torino
- Königlich Schwedische Akademie der Wissenschaften
- Bayerische Akademie der Wissenschaften
- St. Petersburger Mineralogische Gesellschaft
- Universität Sankt Petersburg (1834)

## Ehrungen
- Alexander-Newski-Orden
- Orden des Heiligen Wladimir II. Klasse
- Russischer Orden der Heiligen Anna I. Klasse
- Kaiserlich-Königlicher Orden vom Weißen Adler
- Kommandeur der Ehrenlegion
- Roter Adlerorden II. Klasse

## Schriften (Auswahl)
- Mémoire sur la théorie du mouvement des barques à vapeur et sur leur application à la navigation des canaux, des fleuves et des rivières. Imprimerie de l’Academie Impériale des Sciences, Sankt Petersburg 1817.
- Traité élémentaire de calcul différentiel a l’usage des élèves de l’Institut des voies de communication. Imprimerie de la Marine, Sankt Petersburg 1817, (Digitalisat).
- Traité élémentaire de calcul intégral a l’usage des élèves de l’Institut des voies de communication. Imprimerie des voies de communication, Sankt Petersburg 1825, (Digitalisat).
- Mémoire sur les méthodes de raccordement à employer pour les alignements des routes. In: Journal des voies de communication. Nr. 8, 1827, ZDB-ID 1018753-4, S. 54–83.
- Notice sur un nouvel artifice propre à diminuer la dépense d’eau des canaux en général et sur un nouveau système de petite navigation. In: Journal du Génie Civil, des Sciences et des Arts. Band 1, 1828, ZDB-ID 163414-8, S. 479–492.
- Introduction a l’étude de la Statique Synthétique, a l’usage de l’Institut du Corps des Voies de Communication. Imprimerie des voies de communication, Sankt Petersburg 1830, (Digitalisat).
- Mémoire sur la construction des Chaussées et sur la détermination des distances moyennes pour le transport des matériaux. In: Mémoires présentés à l’Académie Impériale des Sciences de St.-Pétersbourg par divers savants et lus dans ses assemblées. Band 1, 1831, ZDB-ID 768507-5, S. 52–76.
- Notice sur la construction des paratonnerres. In: Journal des voies de communication. Nr. 20, 1831, S. 42–72.
- Démonstration du principe des vitesses virtuelles. In: Journal des voies de communication. Nr. 23, 1832, S. 37–78.
- Notice sur un nouvel appareil gazogene. In: Journal des voies de communication. Nr. 24, 1832, S. 24–41.
- Notices sur la composition des reliefs. In: Journal des voies de communication. Nr. 24, 1832, S. 60–73.
- Memoire sur un nouveau système relatif a l’établissement d’un chantier général destiné a la construction, au radoub et a la conservation des vaisseaux. In: Journal des voies de communication. Nr. 25, 1833, S. 36–63.
- Mémoire sur les moyens de preserver les machines à vapeur des explosions auxquelles elles sont exposées. s. n., Sankt Petersburg 1834.
- Mémoire sur les machines à vapeurs. In: Mémoires présentés à l’Académie Impériale des Sciences de St.-Pétersbourg par divers savants et lus dans ses assemblées. Band 2, 1835, S. 213–268.
- Mémoire sur la l’évaluation de la force expansive de la vapeur, et sur les avantages qu’on peut en tirer, pour augmenter la puissance des machines dans lesquelles on la fait agir comme moteur. In: Mémoires présentés à l’Académie Impériale des Sciences de St.-Pétersbourg par divers savants et lus dans ses assemblées. Band 2, 1835, S. 269–287.